# Викинг (футбольный клуб)
«Ви́кинг» (норв. Viking Fotballklubb) — норвежский футбольный клуб из города Ставангер. Основан в 1899 году. Один из самых популярных норвежских клубов. Восьмикратный чемпион Норвегии и шестикратный победитель кубка.

## История
«Викинг» — норвежский футбольный клуб из города Ставангер. Клуб был основан в 1899 году. В настоящее время он является одним из самых успешных клубов в норвежском футболе, выиграв 8 титулов чемпиона страны и 6 национальных кубков. Последний трофей клуб завоевал в 2019 году, им стал Кубок Норвегии. «Викинг» сыграл и выиграл наибольшее число матчей в высшем дивизионе, чем любой другой клуб. За всю историю существования высшей лиги, он лишь трижды в ней не участвовал — в 1966-67, 1987-88 и 2018 годах.

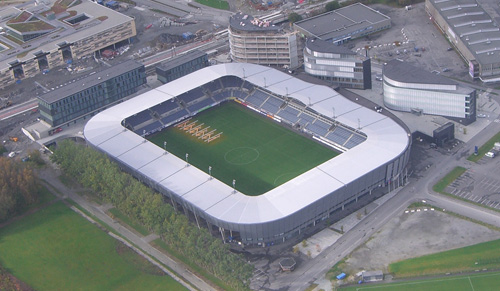
Стадион Викинг

Из европейских достижений команды стоит отметить выигрыш у английского «Челси» в одном из раундов Кубка УЕФА-2002/03, вывод из того же турнира сезона-1999/00 португальского «Спортинга» и выход в групповую стадию Кубка УЕФА-2005/06.
Свои домашние матчи клуб проводит на стадионе «Викинг», который может вмещать до 16 600 зрителей. Основная форма команды представлена синими футболками и гетрами, белыми трусами. В качестве запасного комплекта используются белые футболки и гетры, синие трусы.

## Достижения
- Лига
  - Чемпион Норвегии (8): 1958, 1972, 1973, 1974, 1975, 1979, 1982, 1991
- Кубок Норвегии
  - Обладатель Кубка Норвегии (6): 1953, 1959, 1979, 1989, 2001, 2019
- ОБОС-лига
  - Победитель: 2018